# Jorge Costa
Jorge Paulo Costa Almeida (14. října 1971, Porto – 5. srpna 2025) byl portugalský fotbalista. Nastupoval většinou na pozici středního obránce. Byl také trenérem Gabonské reprezentace.
S portugalskou reprezentací získal bronzovou medaili na evropském šampionátu 2000. Zúčastnil se též mistrovství světa v Japonsku a Jižní Koreji roku 2002. Celkem za národní mužstvo odehrál 50 zápasů, v nichž vstřelil 2 góly.
Byl mistrem světa do 20 let z roku 1991.
S FC Porto vyhrál Ligu mistrů UEFA 2003/04, Pohár UEFA 2002/03 a Interkontinentální pohár 2004. Celkem v evropských pohárech odehrál 92 utkání a vstřelil 4 góly.
S Portem se stal osmkrát mistrem Portugalska (93, 95, 96, 97, 98, 99, 03, 04) a pětkrát získal portugalský pohár (94, 98, 00, 01, 03).